# Futbal Tatran Aréna
Die Futbal Tatran Aréna (auch bekannt als Štadión Ladislava Pavloviča) ist ein Fußballstadion in der slowakischen Stadt Prešov. Es ist seit Mai 2025 die neue Heimspielstätte des Fußballvereins 1. FC Tatran Prešov. Daneben soll es für kulturelle und gesellschaftliche Veranstaltungen der Stadt Prešov genutzt werden. Es liegt nur rund Kilometer nördlich vom Stadtzentrum entfernt. Der Neubau entstand auf dem Grundstück des alten Štadión Tatran von 1899, dem bis dahin ältesten Fußballstadion des Landes. Der Namensgeber Ladislav Pavlovič (1926–2013) war ein tschechoslowakischer Fußballspieler aus Prešov.

## Geschichte
Erste Pläne für einen Stadionneubau wurden 2008 veröffentlicht, nachdem Tatran Prešov 2009 in die 1. liga aufstieg. Tatran präsentierte ein Modell eines engen, englischen Fußballstadions mit Tribünen bis an den Spielfeldrand und 12.000 Plätzen. Die Pläne stammten vom Architekten Ľubomír Sakala, der später auch die neue Futbal Tatran Aréna entwarf. Die Investitionssumme lag bei 700 Mio. Sk (rund 23 Mio. Euro). Das Projekt scheiterte an der Frage des Eigentumsrechts am Stadiongrundstück.
Als weiterer Schritt für einen Neubau gründeten die Stadt Prešov zusammen mit der Prešovský kraj 2016 das Unternehmen Futbal Tatran Aréna, s.r.o. Ziel des Unternehmens war die Errichtung eines neuen Stadions in der Stadt sowie anschließend der Betrieb. Neben der Stadt und der Kraj war auch der slowakische Fußballverband Slovenský futbalový zväz (SFZ) sowie der Staat Slowakei beteiligt. Ein Teil der finanziellen Mittel für den Bau stammt aus dem Sportförderungsfond des Landes (Fond na podporu športu, FNPŠ). Ursprünglich sollte das neue Stadion im Sommer 2018 fertiggestellt sein, doch technische Probleme verzögerten die Bau. Unerwartete unterirdische Versorgungsleitungen, Schlackenreste und die alten Tribünenfundamente machten zahlreiche Planänderungen erforderlich. Aus finanziellen Gründen wurden die Pläne für eine Tiefgarage aufgegeben. Zum Jahreswechsel 2016/2017 fand ein Architekturwettbewerb für die Futbal Tatran Aréna statt. Aus den drei eingereichten Arbeiten wurde der Entwurf der Architekten Ľubomír Sakala und Martin Sakala (SAKALA architects) in Zusammenarbeit mit Beáta Kováčová ausgewählt.
Anfang 2018 wurden die Gegentribüne und die beiden Hintertortribünen des Štadión Tatran abgerissen. Danach folgten aber keine weiteren Arbeiten. Der 1. FC Tatran Prešov zog schon Anfang 2017, in Erwartung der Bauarbeiten, in das Národné tréningové centrum in Poprad um. Zur Saison 2018/19 wechselte der Club in das Futbalový štadión MŠK TESLA in Stropkov. Da es keine Bautätigkeiten am Štadión Tatran gab, kehrte Tatran in die alte Spielstätte zurück. Die erhaltene Haupttribüne war immer noch betriebsbereit. 2020 bestritt Tatran Prešov dort die letzten Spiele vor dem Umbau. Während der COVID-19-Pandemie musste man die Partien auf einem Spielfeld in der Jazdecká-Straße in Prešov austragen. Von Mitte 2021 bis zur Eröffnung des neuen Stadions trat der Club, außerhalb der Stadt, in Veľký Šariš (Saison 2021/22), Ličartovce (2022/23, 2023/24) und wieder in Stropkov (2024/25) an.
Die erste Ausschreibung der Stadt für den Bau gewann im November 2020 das Bauunternehmen AVA-stav, s.r.o., das die Arbeiten im Wert von über 16,5 Mio. Euro durchführen sollte. Da AVA-stav, s.r.o. später eine Erhöhung der Summe forderte, kam die Zusammenarbeit nicht zustande. Einen Anschub des Projekts erfolgte durch die Bewerbung der Slowakei um die U-21-Fußball-Europameisterschaft 2025. Das Bauprojekt in Prešov wurde in die Bewerbung aufgenommen. 2022 unterzeichnete die Stadt eine entsprechende Kooperationsvereinbarung mit dem slowakischen Fußballverband SFZ. Im Januar 2023 vergab die UEFA das Turnier an das Land. Ebenfalls im Januar 2023 gab es eine zweite Ausschreibung, die wieder AVA-stav, s.r.o. gewann. Dieses Mal wurde mit 21,2 Mio. Euro Kosten geplant.
Am 18. Juli 2023 wurde die feierliche Grundsteinlegung durchgeführt. Die Vorarbeiten begannen bereits im Juni des Jahres. Die Errichtung sollte eineinhalb Jahre dauern, doch durch die Verzögerungen dauerte es bis zum April 2025. Im Dezember 2023 traten die ersten Komplikationen auf. Der Auftragnehmer zog seine Arbeiter aufgrund fehlender Projekte, vor allem im Zusammenhang mit Änderungen an der Haupttribüne, vom Bau ab. Der Bürgermeister František Oľha sprach von einem potenziell katastrophalen Szenario, das einen Baustopp und die Rückzahlung von über 4,8 Mio. Euro an Zuschüssen aus dem Sportförderungsfonds zur Folge hätte. Die Situation wurde jedoch schnell geklärt, und die Arbeiten wurden wieder aufgenommen.
Das neue Stadion wurde, leicht nach Osten versetzt, vor der alten Haupttribüne des Štadión Tatran und eines benachbarten Trainingsplatzes, erbaut. Daher war der Abriss der Haupttribüne nicht nötig. Mit der Zeit wurde das umliegende Gelände des Rangs langsam von Pflanzen überwuchert. Kurz vor der Fertigstellung der Futbal Tatran Aréna wurde die alte Tribüne im Frühjahr 2025 abgerissen. Das Grundstück, auf dem der Rang stand, gehört einem mit dem ehemaligen Eigentümer des Vereins verbundenen Unternehmen, das dort neue Wohnhäuser und Gewerbeflächen errichten will. Ende 2024 war noch nicht klar, ob der Bau rechtzeitig zur EM fertig wird.
Das Stadion ist in den Vereinsfarben des 1. FC Tatran, grün und weiß, gestaltet. Der Mittelpunkt ist die trapezförmige Gebäudestruktur der Haupttribüne aus grünen Metallpaneelen und einem Schalendach. Sie überragt die drei weiteren Zuschauerränge. Die 6500 Zuschauerplätze sind allesamt überdacht. Die Kunststoff-Klappsitze in weiß und grün sind mosaikartig auf den Rängen verteilt. Die Haupttribüne verfügt über V.I.P.-Plätze und Logen. Das Stadion bietet 252 Räume und 157 Toiletten. Die Baukosten beliefen sich letztendlich, nach Abzug der Steuern, auf 24,4 Mio. Euro. Der Anstieg ist auf die Einführung modernerer Technologien und Verbesserungen der Sicherheitsinfrastruktur zurückzuführen. Die jährlichen Instandhaltungskosten werden auf fast eine Million Euro geschätzt.
Am 3. Mai 2025 wurde der Neubau eröffnet. Es wurde ein symbolisches Band durchgeschnitten und eine Gedenktafel für Ladislav Pavlovič am Stadion enthüllt. Am Tag zuvor feierte der Club die Meisterschaft der 2. Fußball-Liga und den Aufstieg, zum ersten Mal seit 2018, in die 1. liga. Dabei wurde der Meisterpokal präsentiert. Das Eröffnungsspiel bestritten eine Legendenmannschaft von Tatran Prešov und eine Mannschaft aus ehemaligen Nationalspielern und Mitgliedern des Klub ligových kanonýrů (deutsch Klub der Torjäger). Der Unparteiische war der ehemalige FIFA-Schiedsrichter Ľuboš Micheľ und den symbolischen Anstoß führte Antonín Panenka aus. Er schoss die Tschechoslowakei in der Nacht von Belgrad zum Gewinn der Fußball-Europameisterschaft 1976. Das Freundschaftsspiel gewann die Mannschaft von Tatran mit 3:2. Es war auch der erste Testlauf für das Stadion vor der U-21-EM.
Der zweite Test fand im Rahmen eines Spiels der Gruppe C1 in der UEFA Women’s Nations League statt. Am 30. Mai 2025 trafen die Frauenfußballnationalmannschaften der Slowakei und Gibraltar (11:0) in Prešov aufeinander. Im Stadion fand sich mit 3814 Zuschauern eine Rekordkulisse für ein Frauenfußball-Länderspiel in der Slowakei ein. Um den Rasen für die Europameisterschaft zu schonen, wird der 1. FC Tatran Prešov die neue Heimat erst nach der Sommerpause nutzen.

## Spiele der U-21-Fußball-Europameisterschaft 2025 in Prešov
- 12. Juni 2025, 18:00 Uhr, Gruppe D:  Ukraine –  Dänemark 2:3 (1:0)
- 15. Juni 2025, 21:00 Uhr, Gruppe D:  Niederlande –  Dänemark 1:2 (1:1)
- 18. Juni 2025, 18:00 Uhr, Gruppe D:  Niederlande –  Ukraine 2:0 (1:0)
- 22. Juni 2025, 18:00 Uhr, Viertelfinale:  Dänemark –  Frankreich 2:3 (1:1)

## Galerie

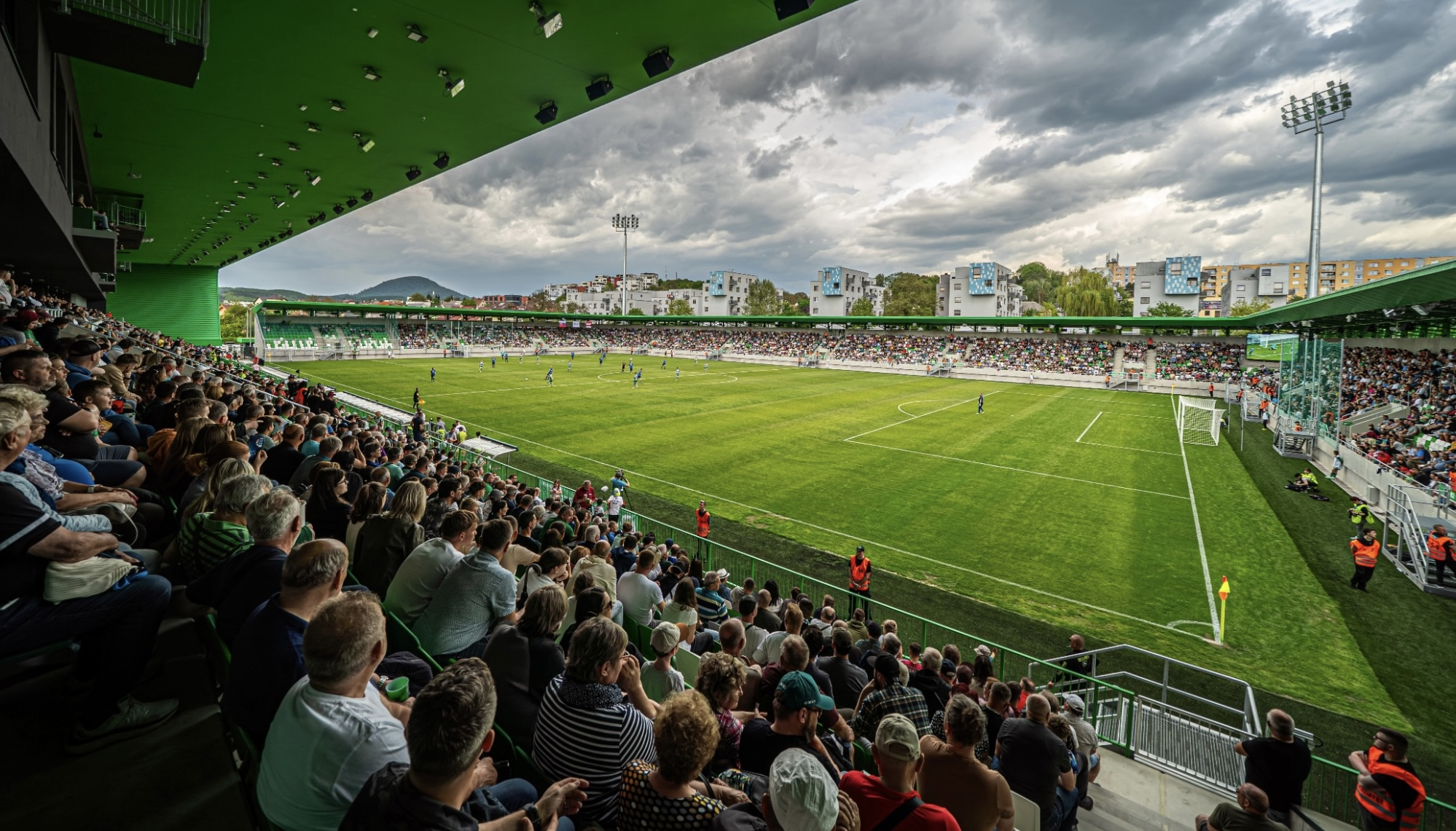
Eröffnungsspiel in der Futbal Tatran Aréna Anfang Mai 2025
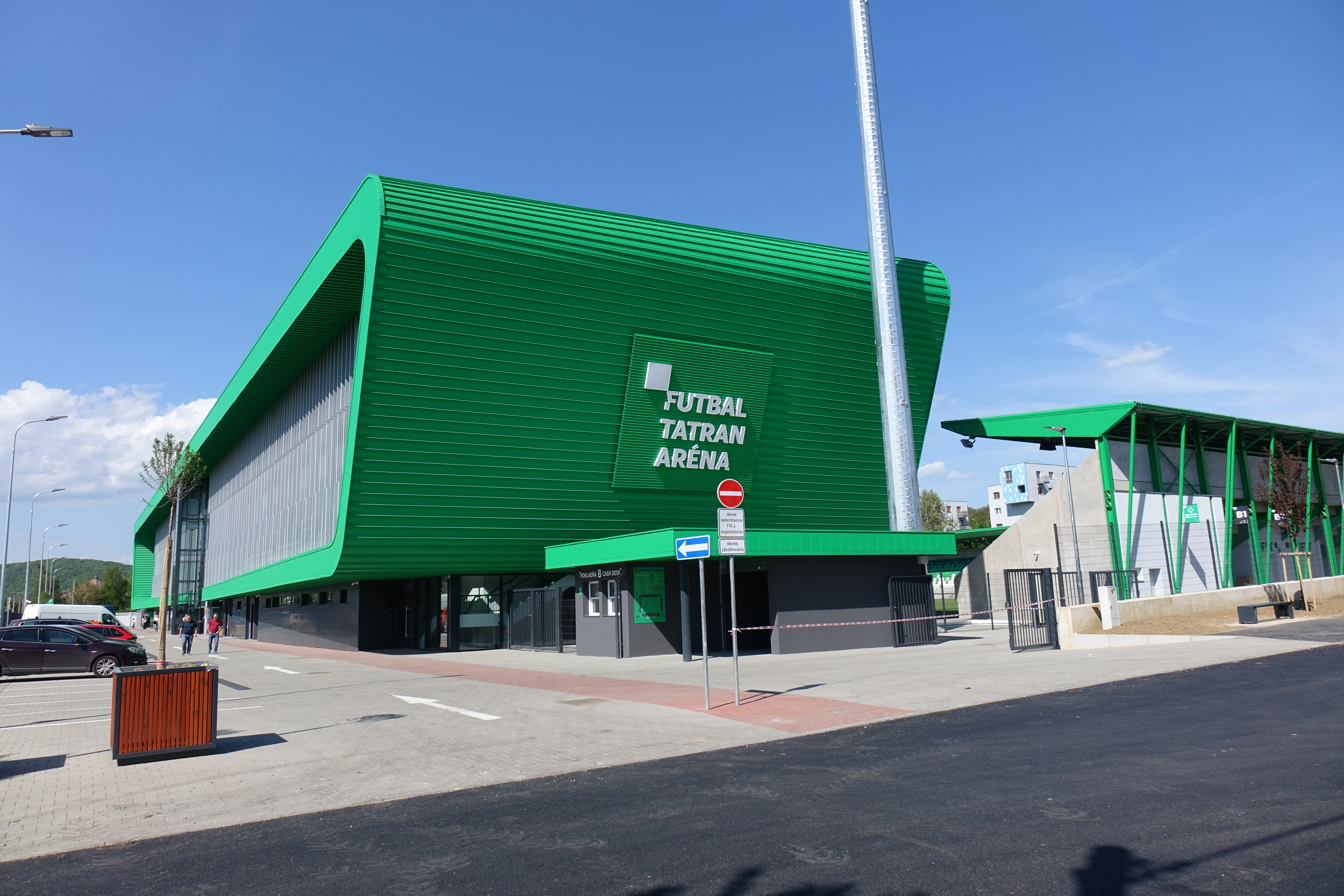
Seitenansicht der Haupttribüne (Mai 2025)
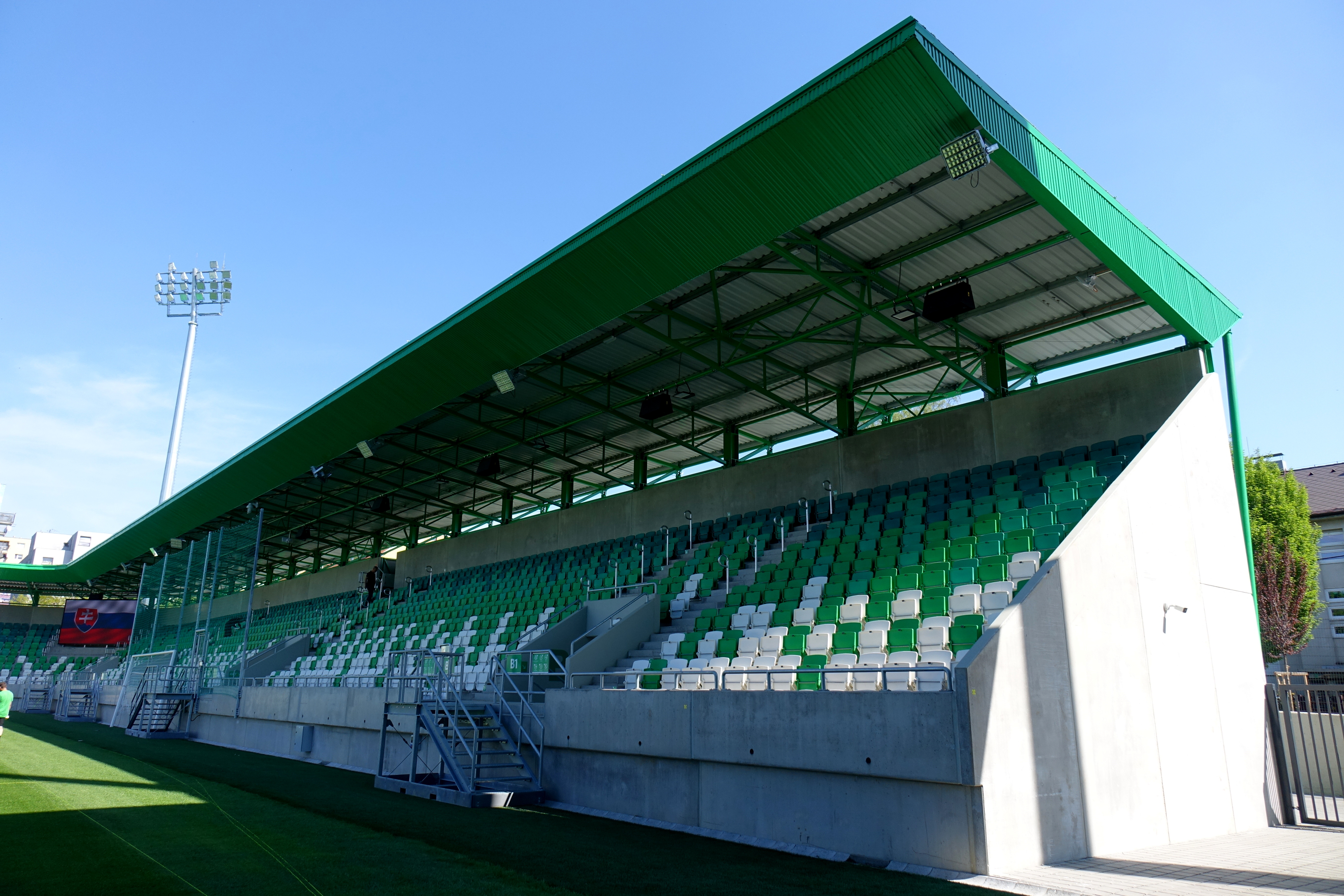
Die Südtribüne (Mai 2025)
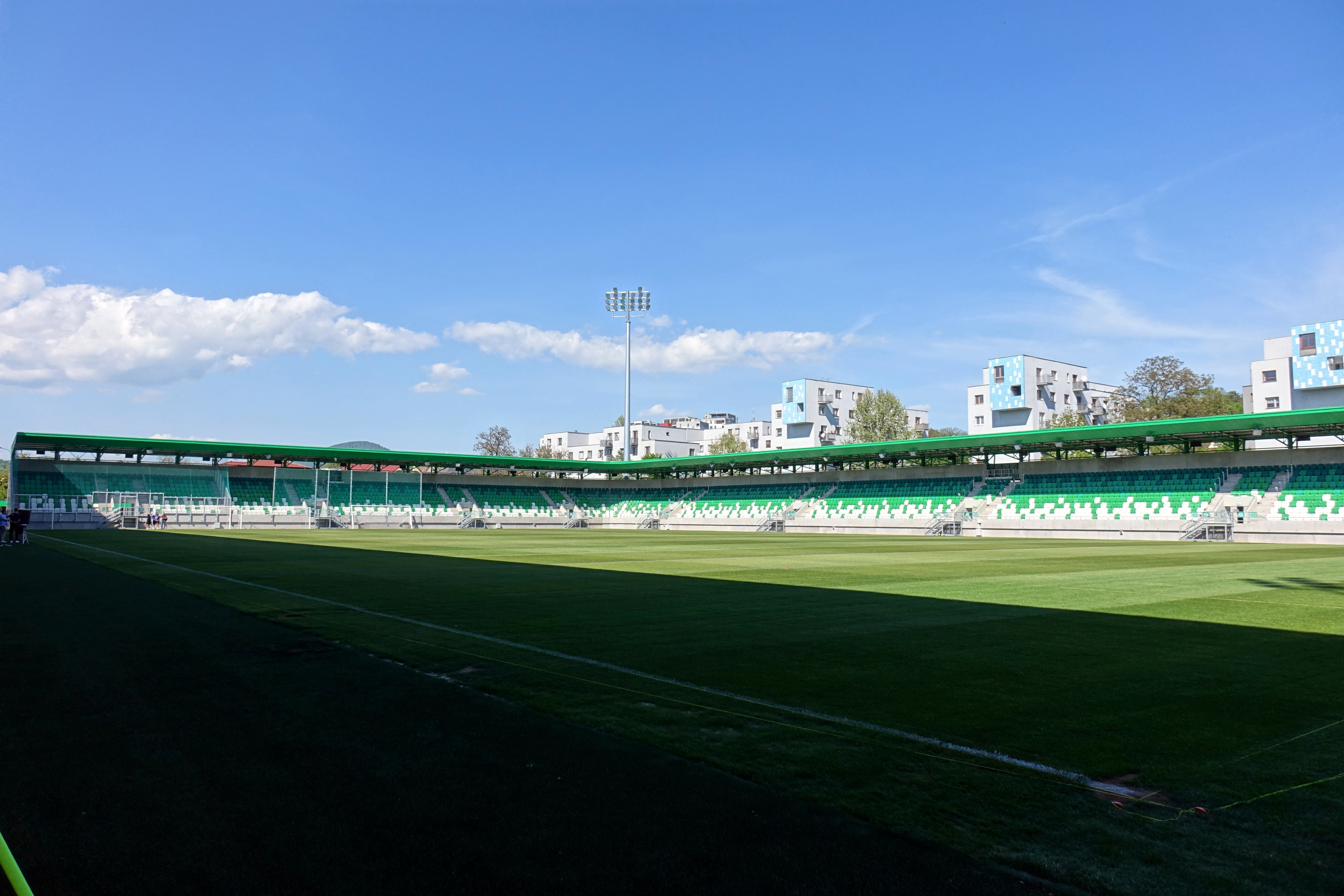
Die Nordtribüne (links) und die Gegentribüne (Mai 2025)
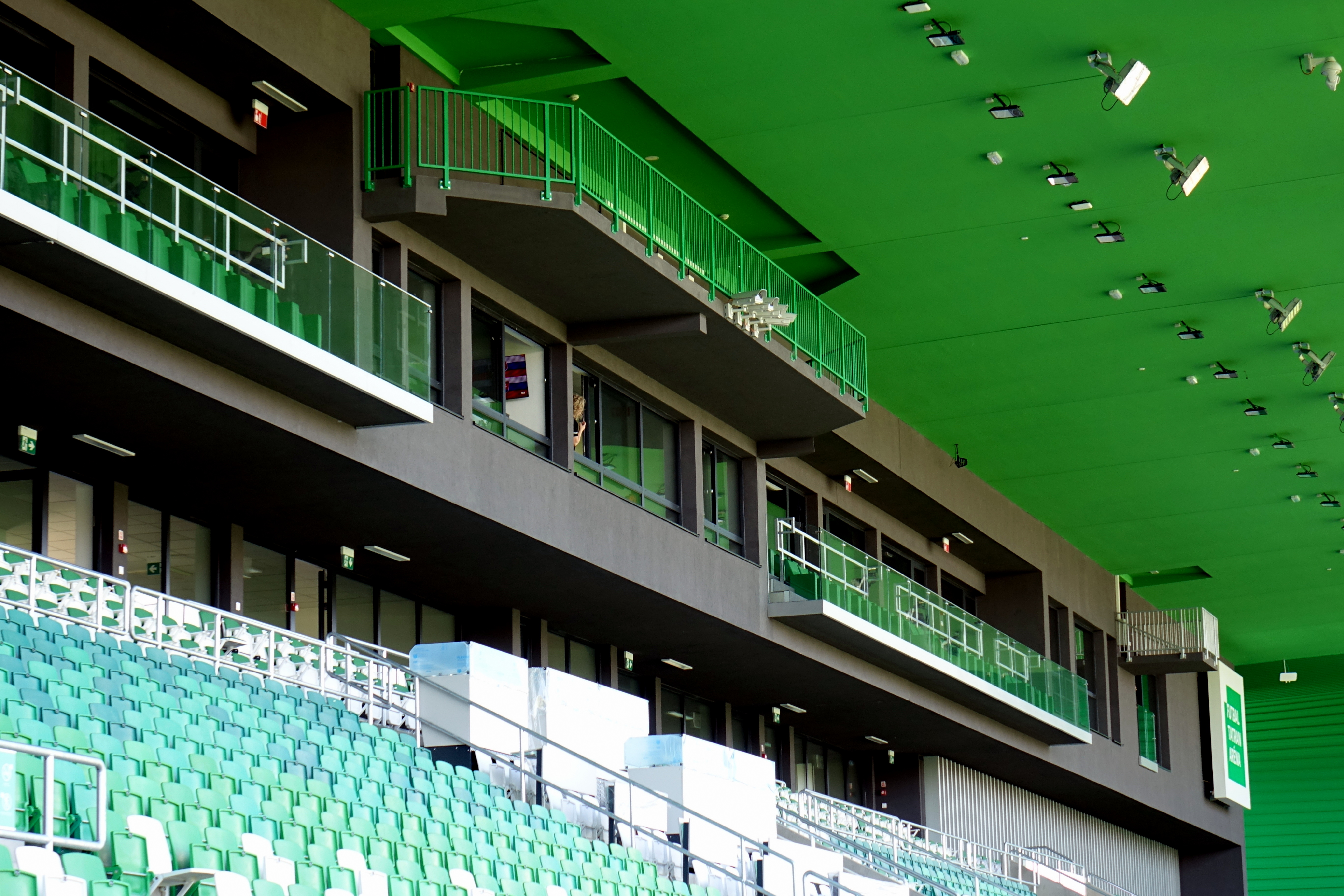
Die Logen im Stadion (Mai 2025)
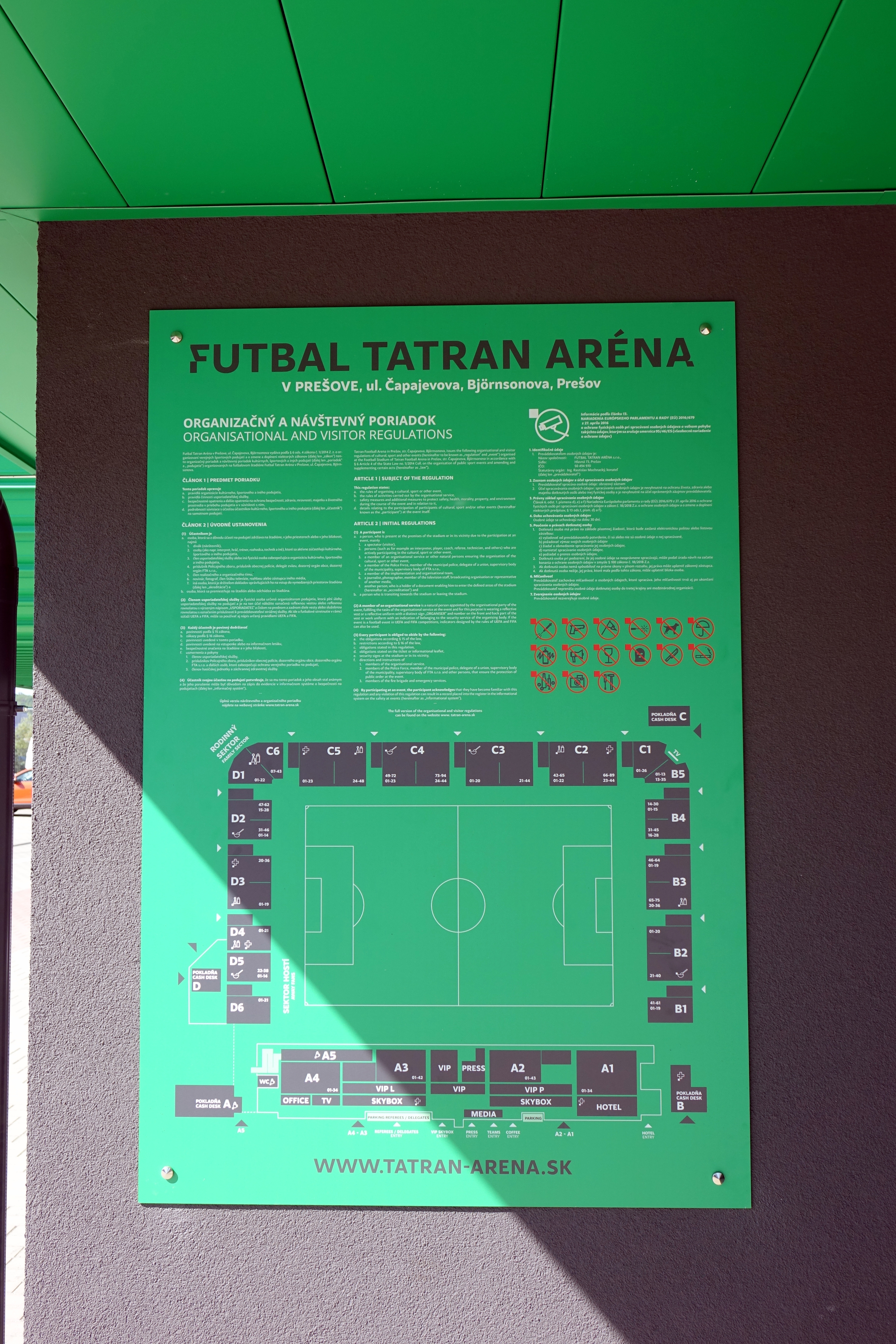
Stadionplan (Mai 2025)